# Karl Fischer (Schauspieler, 1956)

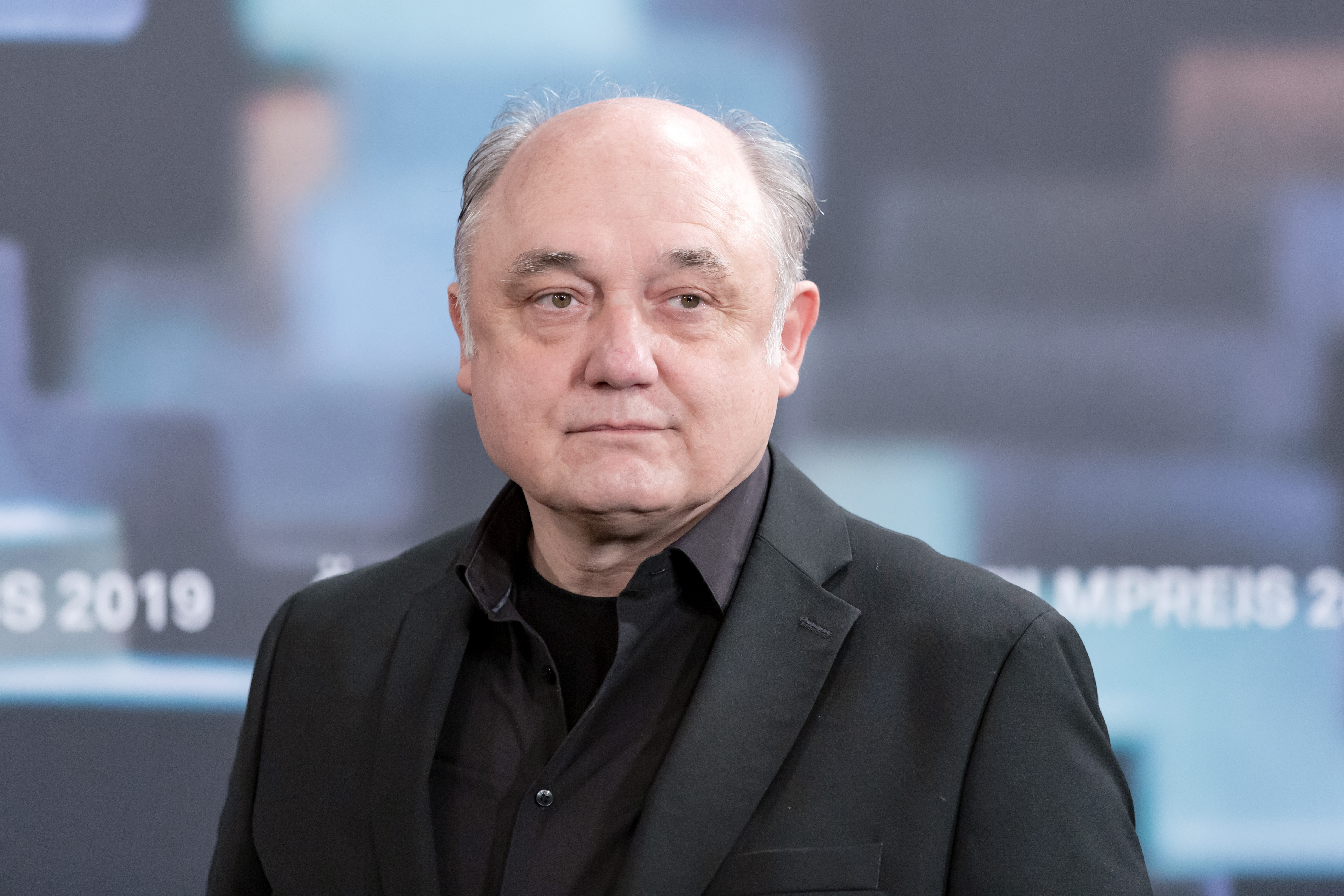
Karl Fischer (2019)

Karl Fischer  (* 8. Dezember 1956 in Ybbs an der Donau) ist ein österreichischer Schauspieler.

## Leben

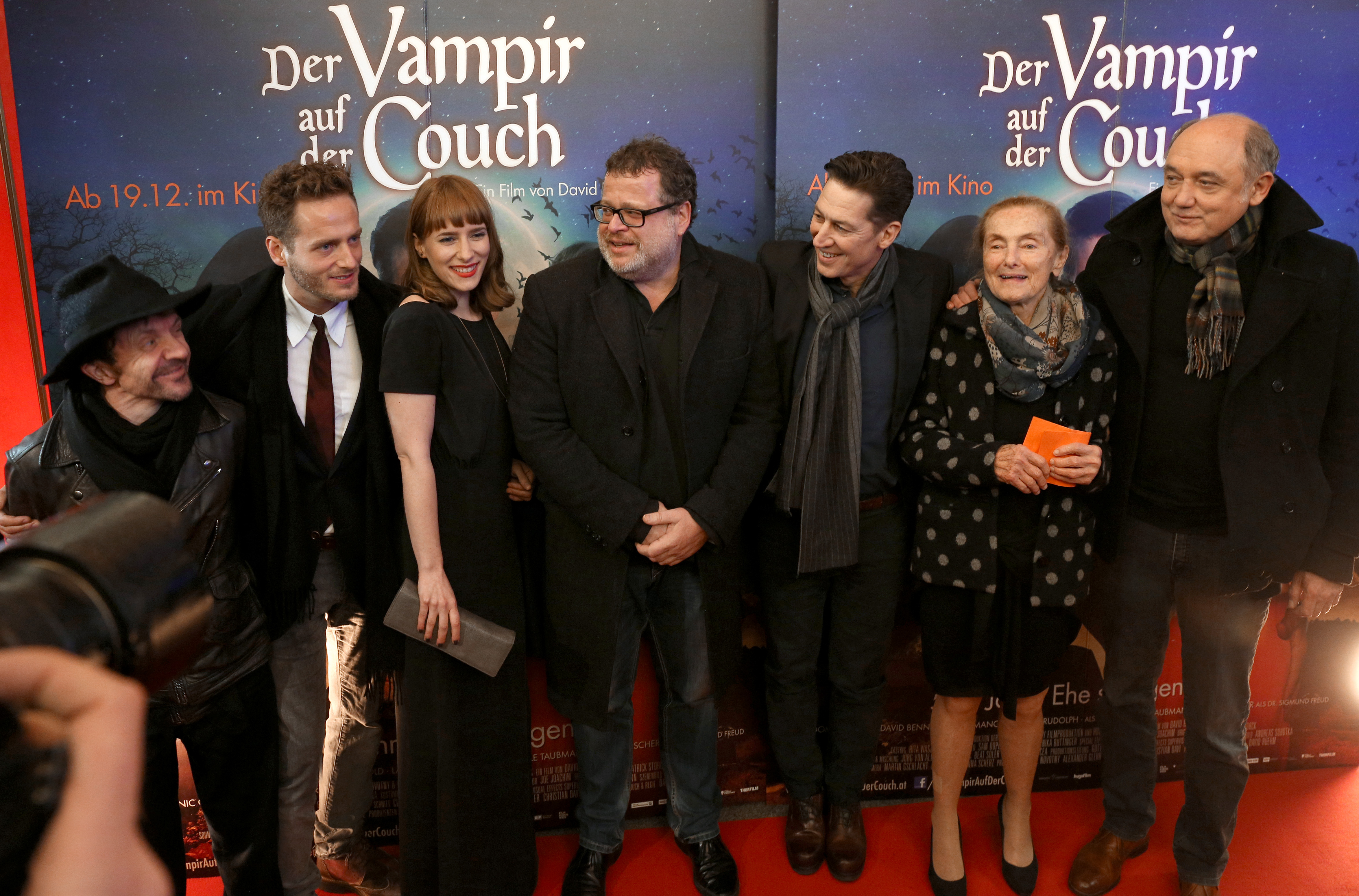
Karl Fischer (rechts) bei der Premiere von Der Vampir auf der Couch (2014)

Karl Fischer wuchs in Wieselburg auf, wo er bis 1979 lebte. Er absolvierte von 1979 bis 1982 am Max-Reinhardt-Seminar in Wien eine Ausbildung zum Schauspieler. Einem ersten Engagement am Landestheater Tübingen schlossen sich Verpflichtungen bei den Bühnen der Stadt Köln, dem Theater Bonn, am Schauspiel Frankfurt sowie dem Residenztheater München an. 1992 wechselte Fischer ans Wiener Burgtheater, wo er unter renommierten Regisseuren wie Claus Peymann, Paulus Manker, Ruth Berghaus oder George Tabori bis 1999 spielte.
2001 wurde Fischer für den Deutschen Fernsehpreis in der Kategorie Bester Schauspieler in einer Nebenrolle in Torsten C. Fischers Der Briefbomber nominiert. 2004 spielte er den Killer Karl Auer in der 6. Folge von Trautmann und den Killer Max in Wolfgang Murnbergers Satire Silentium, dem österreichischen Wettbewerbsbeitrag bei der Berlinale. Einem breiten Fernsehpublikum bekannt wurde er als Sergente Lorenzo Vianello in der ARD-Krimireihe Donna Leon. Er hatte auch eine kleine Gastrolle in der österreichischen Fernsehserie Der Winzerkönig.
Karl Fischer ist mit seiner Schauspielkollegin Susi Stach verheiratet.

## Fernsehserien
- 2000: Kaisermühlen Blues (2 Folgen)
- 2001: SOKO Kitzbühel – Ein Bombenschlag (Staffel 1, Eps. 1)
- 2000–2019: Donna Leon – als Sergente Vianello an der Seite des Commissario Brunetti
- 2002: Der Bulle von Tölz: Salzburger Nockerl
- 2004: Trautmann – Alles beim Alten (Folge 6)
- 2006: Commissario Laurenti – Gib jedem seinen eigenen Tod (Folge 2)
- 2007: Der Bulle von Tölz: Wiener Brut
- 2008: Der Winzerkönig (4 Folgen)
- 2010: Das Traumhotel – Sri Lanka (Folge 14)
- 2012: Braunschlag (Fernsehserie) (1 Folge)
- 2012: SOKO Kitzbühel – Zu hoch hinaus (Staffel 12, Eps. 11)
- 2013: Janus (7 Folgen)
- 2016: Pregau – Kein Weg zurück (4 Folgen)
- 2017: Die Diva, Thailand und wir! (Fernsehfilm)
- 2018: SOKO Donau – Hexenjagd
- 2019: Vorstadtweiber
- 2020: SOKO Kitzbühel – Abseits
- 2023: Schnee (Fernsehserie)
- 2023: Der Schatten (Fernsehserie)
- 2024: Die Fälle der Gerti B. (Fernsehserie)
- 2024: Frühling – Die Mutter, die es nie gab (Staffel 14, Eps. 2)

## Filmografie (Auswahl)
- 1999: Ein Lied von Liebe und Tod – Gloomy Sunday
- 2001: Spiel im Morgengrauen
- 2002: Taxi für eine Leiche
- 2003: Böse Zellen
- 2005: Silentium
- 2005–2008: Mutig in die neuen Zeiten (Fernsehreihe)
  - 2005: Im Reich der Reblaus
  - 2006: Nur keine Wellen
  - 2008:  Alles anders
- 2006: Eine Krone für Isabell
- 2006: In 3 Tagen bist du tot
- 2007: Zodiak – Der Horoskop-Mörder
- 2008: Der erste Tag
- 2009: Aufschneider – 2. Teil
- 2010: Spuren des Bösen
- 2010: Die Hebamme – Auf Leben und Tod (TV-Film)
- 2010: 3faltig
- 2010: Meine Tochter nicht (Fernsehfilm)
- 2011: Kebab mit Alles
- 2012: Rat mal, wer zur Hochzeit kommt
- 2012: Ludwig II.
- 2012: Spuren des Bösen – Racheengel (TV-Film)
- 2013: Die Werkstürmer
- 2013: Alles Schwindel (Fernsehfilm)
- 2014: Die Toten vom Bodensee (TV-Film)
- 2014: Landkrimi – Die Frau mit einem Schuh (TV-Film)
- 2014: Die Lügen der Sieger
- 2014: Der Vampir auf der Couch
- 2015: Chucks
- 2016: Pokerface – Oma zockt sie alle ab
- 2016: Angriff der Lederhosenzombies
- 2016: Das Sacher
- 2018: Murer – Anatomie eines Prozesses
- 2019: Stadtkomödie – Der Fall der Gerti B.
- 2019: Tatort – Baum fällt
- 2020: Fuchs im Bau
- 2020: Blind ermittelt – Zerstörte Träume
- 2021: Rotzbub (Stimme)
- 2022: Rückkehr nach Rimini
- 2022: Landkrimi – Zu neuen Ufern (Fernsehfilm)
- 2022: Eismayer
- 2022: Sachertorte
- 2022: Mermaids don’t cry
- 2023: Die Fälle der Gerti B.
- 2024: Die Toten von Salzburg – Süßes Gift (Fernsehreihe)

## Auszeichnungen
- 2017: City Star der Stadt Wieselburg für das Lebenswerk[1]
- 2024: Österreichischer Filmpreis in der Kategorie Beste männliche Nebenrolle für  Mermaids Don’t Cry[3]